# Shang Zu Geng
Zu Geng (祖庚), nome personale Zi Yao (子曜) (fl. XIII secolo a.C.) fu il ventiduesimo re della Cina appartenente alla Dinastia Shang.
Salì al trono a Yin (殷) nel 1265 e morì nel 1258 a.C. 
Regnò per sette anni e suo successore fu lo zio Zu Jia.